# Pompeo Calvi

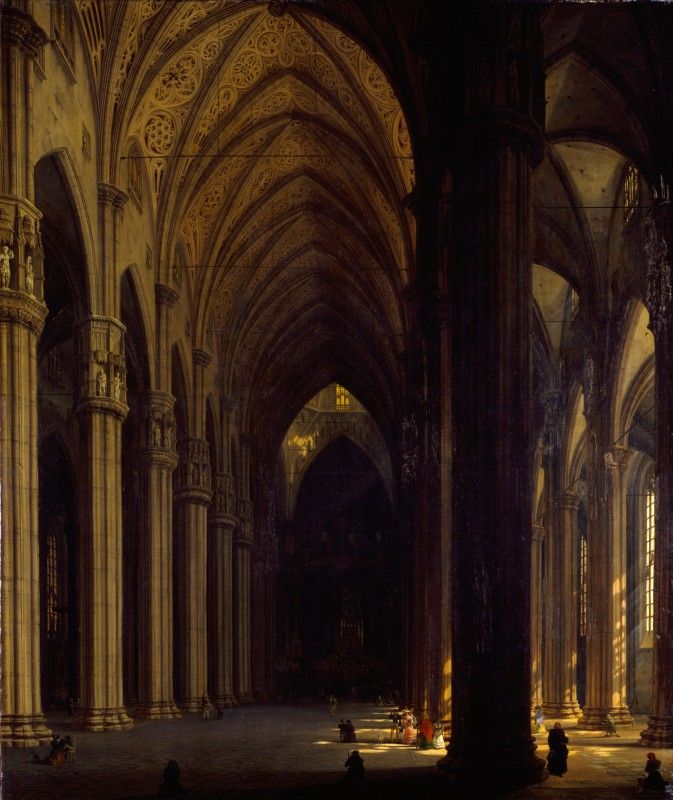
Interno del Duomo di Milano, 1835 (Fondazione Cariplo)

Pompeo Calvi (Milano, 1806 – Milano, 1884) è stato un pittore italiano.

## Biografia
Allievo di Giovanni Migliara, esordisce all'esposizione annuale dell'Accademia di Belle Arti di Brera nel 1828. Il repertorio di vedute prospettiche, direttamente derivato dal suo maestro, si arricchisce di nuovi soggetti in seguito al lungo viaggio che lo conduce a Roma e a Napoli dal 1830 al 1832. È costantemente presente alle esposizioni braidensi fino al 1842, quando abbandona definitivamente la pittura. Socio onorario dell'Accademia di Belle Arti di Brera dal 1850 e consigliere accademico dal 1860, nel 1868 rinuncia ai suoi incarichi ufficiali. Considerato un artista dilettante dalla critica che non gli riserva particolare interesse, Calvi ottiene commissioni dall'aristocrazia lombarda e piemontese. Il successo di mercato dell'artista culmina con l'acquisto di una sua opera per la Galleria del Belvedere di Vienna.